# Fux Pál
Fux Pál (Paul Fux) (Nagyszalonta, 1922. november 23. – Jeruzsálem, 2011. február 5.) grafikus, festő.

## Életpályája
1937–1940 között Nagyváradon tanult magániskolákban. Mesterei: Földes Imre, Leon Alex voltak. 1940–1943 között Budapesten tanult; itt Bortnyik Sándor oktatta. 1943-ban került sor első kiállítására. 1943-ban munkásszázadba sorozták be Lengyelországban, ahonnan 1944 decemberében megszökött. 1956–1972 között a nagyváradi bábszínház díszlet- és bábtervezője volt. 1972-ben kivándorolt Jeruzsálembe. 1975-ben A tenger című pályázat első díját nyerte el.
Grafikái az egyszerűséget és expresszivitást követő vonalrajzok és illusztrációk. Reklámgrafikával és épületbelsők díszítésével is foglalkozott.

## Magánélete
1946-ban megnősült, két fia született.

## Színházi munkái
- William Shakespeare: Hamlet, dán királyfi (1959) (d)
- Jonson: Volpone, avagy a pénz komédiája (1959) (d, j)

## Kiállításai

### Egyéni
- 1961 Bukarest
- 1974 Jeruzsálem, New York
- 1975 Jaffa, Haifa, Jeruzsálem, Tel-Aviv
- 1980, 1989, 1991 Jeruzsálem
- 1981 Sydney

### Válogatott, csoportos
- 1978 Monte-Carlo
- 1992 Washington
- 2002 Budapest